# ハラフシカブトガニ類
ハラフシカブトガニ類、または共剣尾類（synziphosurine, 学名: Synziphosurina もしくは Synxiphosura）は、鋏角類に属する化石節足動物の分類群の一つである。20種以上が知られ、数多くの体節に分かれたカブトガニのような姿をもつ。シルル紀の種類を中心として、オルドビス紀から石炭紀にかけて生息していた。
古典的には正式の分類群としてハラフシカブトガニ亜目（共剣尾亜目）とされてきたが、研究が進んでいるたびにその単系統性が徐々に疑問視され、単なる便宜的な総称として用いられつつある。かつて全ての種類が基盤的なカブトガニ類と思われ、他のカブトガニ類の系統のみに繋がる説が主流であった。しかし2010年代中期以降ではカブトガニ類以外の真鋏角類の系統にも繋がる雑多なグループとされ、便宜上広義のカブトガニ類に含まれるが、系統的には他のカブトガニ類（狭義のカブトガニ類）から区別されるようになった。

## 形態

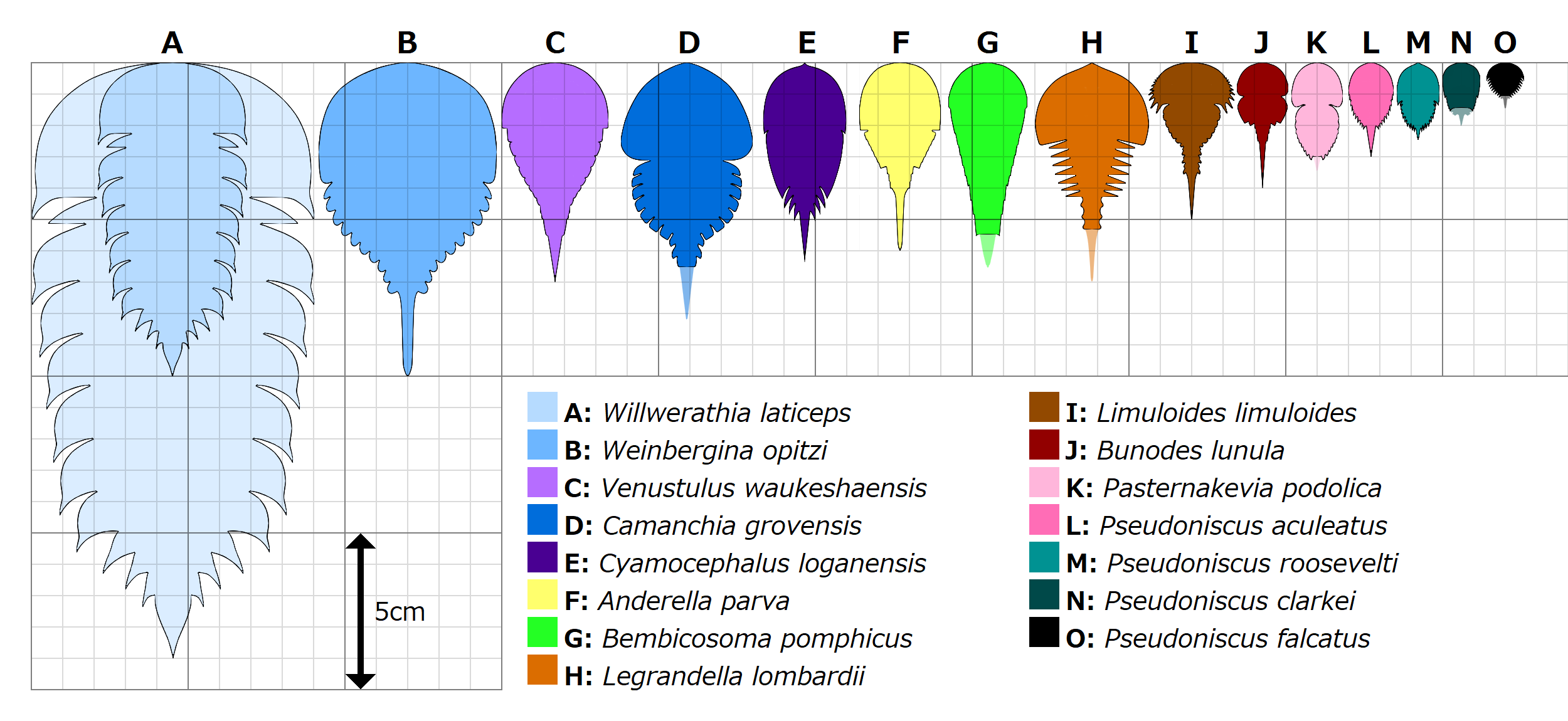
ハラフシカブトガニ類のサイズ比較図

体が数多くの体節に分かれ、やや縦長いカブトガニのような姿をした節足動物である。体は順に背甲に覆われる前体と分節した後体、および1本の尾節からなる。
ほとんどのハラフシカブトガニ類は全長5cm前後の小型種である。例外的に大型の種類は、全長約10cmのウェインベルギナと、既知最大級のハラフシカブトガニ類として知られ、背甲だけでも約9cmの横幅をもつ Willwerathia が挙げられる。

### 前体

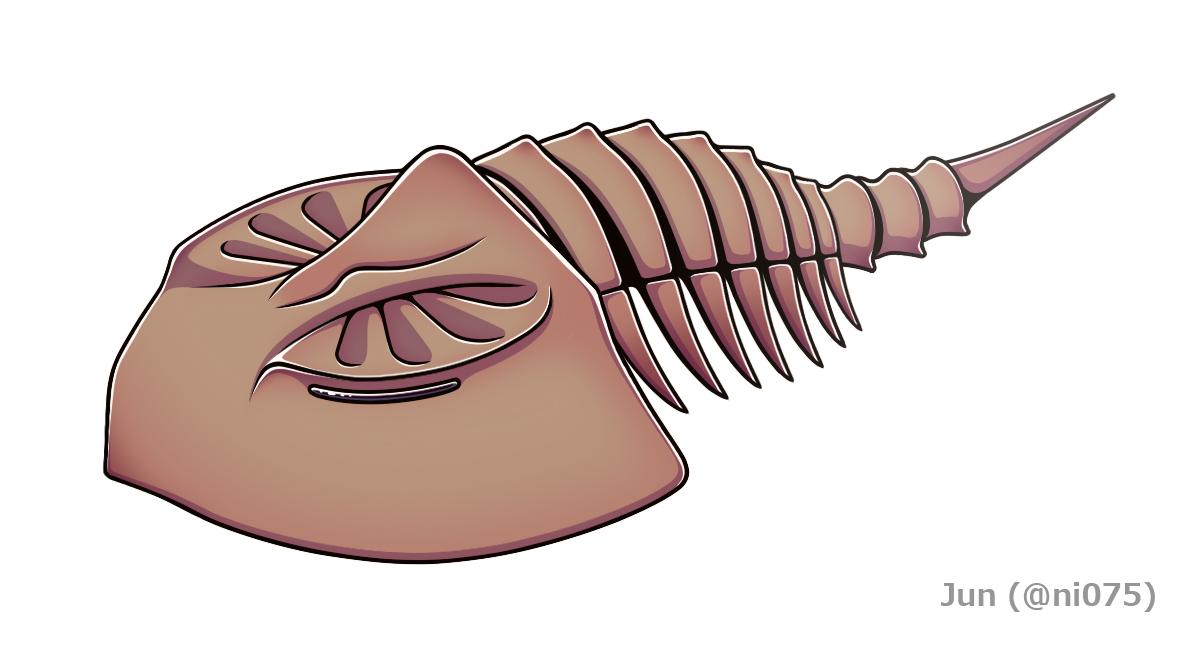
スリット状の複眼をもつ Legrandella lombardii。眼をもつことが認められる数少ないハラフシカブトガニ類の1つ。
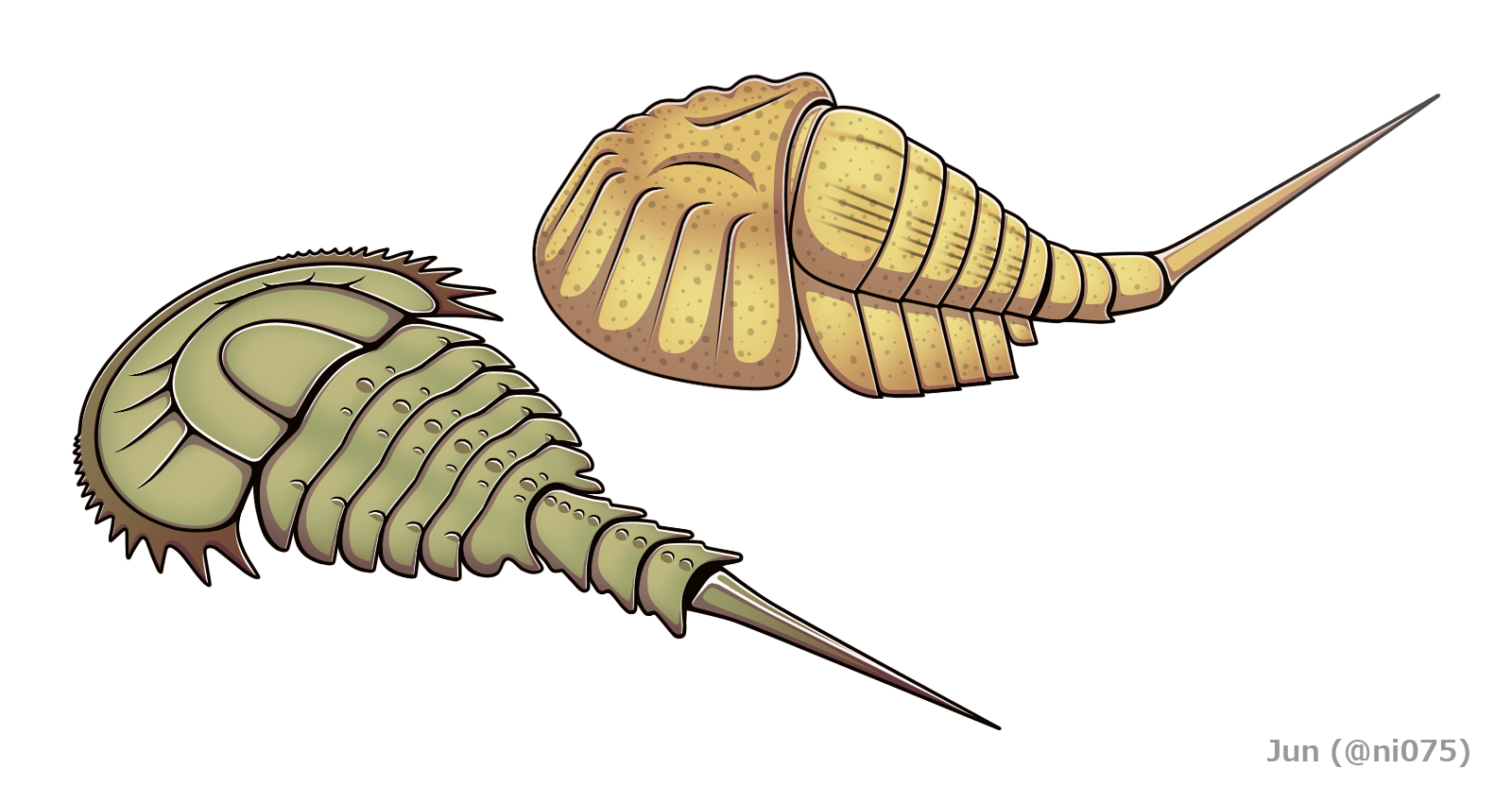
かつて側眼をもつと考えられ、再検証によってそれを欠くと判明したリムロイデス（左下）と Bunodes（右上）。

前体（prosoma）は先節と第1-6体節の融合でできている合体節と考えられ、発達したドーム状の背甲（carapace, prosomal dorsal shield）に覆われている。背甲の背面は多くのカブトガニ類のように、1対の側部隆起線（opthalmic ridge）が左右を走り、後縁中央の領域が心葉（cardiac lobe）としてやや盛り上がる。両後側の突起、いわゆる頬棘（genal spine）は種によって鈍いものから顕著に尖ったものがある。背甲の外縁は単調で特化していないもの（ウェインベルギナなど）と、顕著に折り返して隆起（doublure）となるものがある（リムロイデスなど）。
側眼（複眼）をもつことが認められる種類は2020年時点では Legrandella lombardii と Pseudoniscus roosevelti という2種のみであり、ウェインベルギナと Pasternakevia の一部化石標本にはそれらしき不確実な痕跡が見られる。それ以外の種類の化石には眼らしき痕跡すら見当たらず、もしくは眼をもつ説が再検証に否定され、無眼であったと考えられる。一部の種類は、背甲中央に中眼（単眼）もしくはそれをもつとされる隆起が見られる。

### 後体

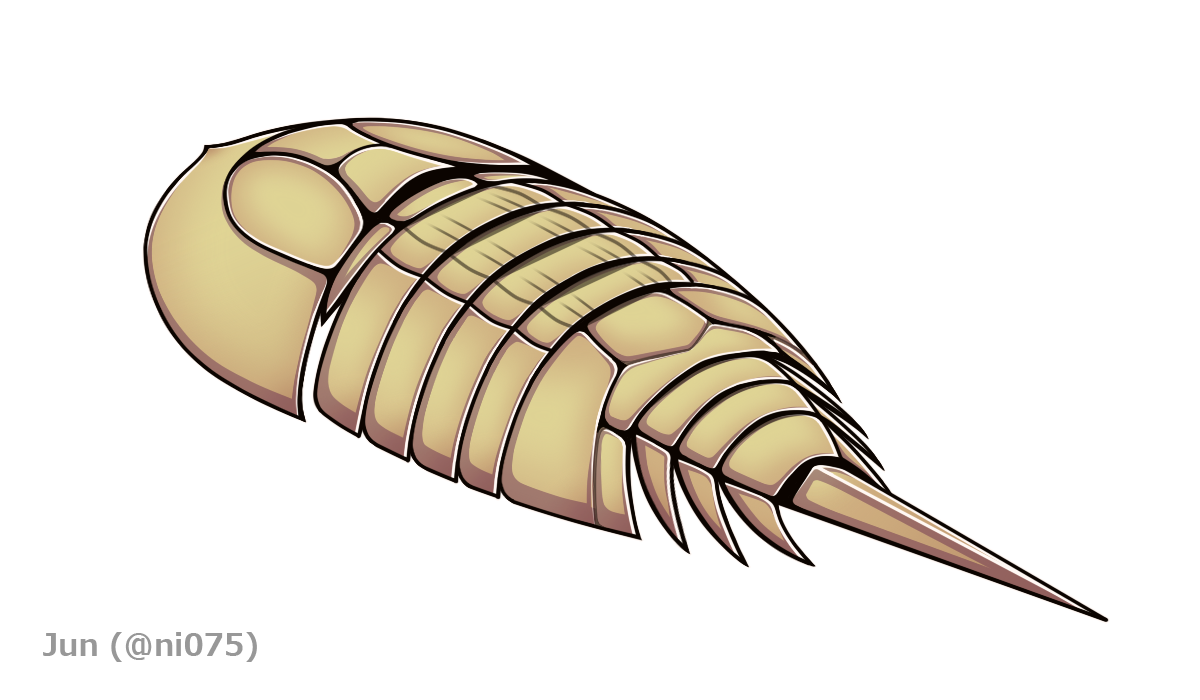
の後体には退化的な第1背板と融合した第6と第7背板をもつ。

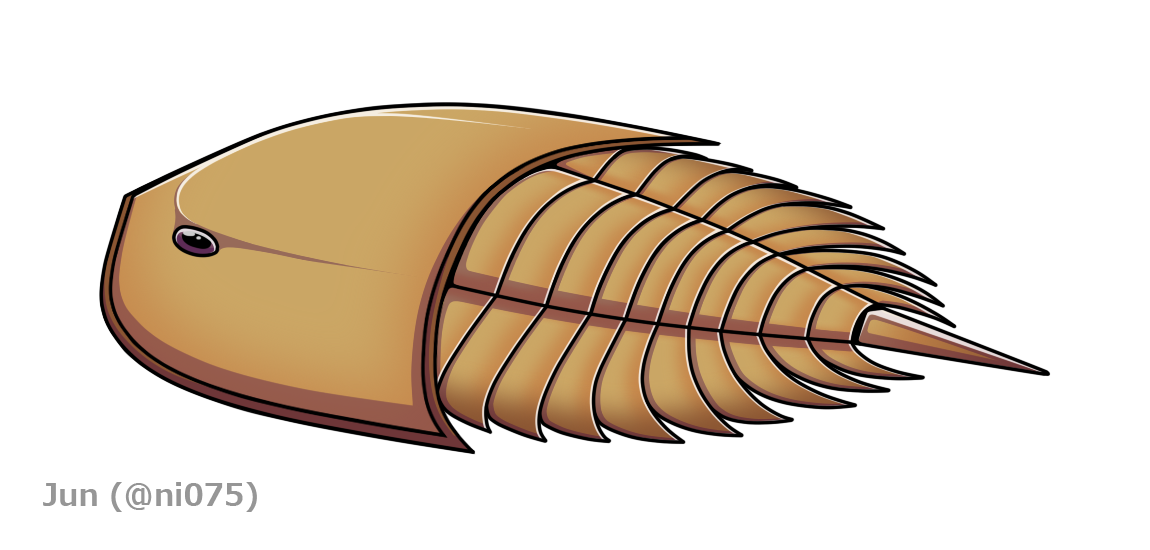
の後体の背板は同規的で、明確した前腹部と後腹部の区分がない。

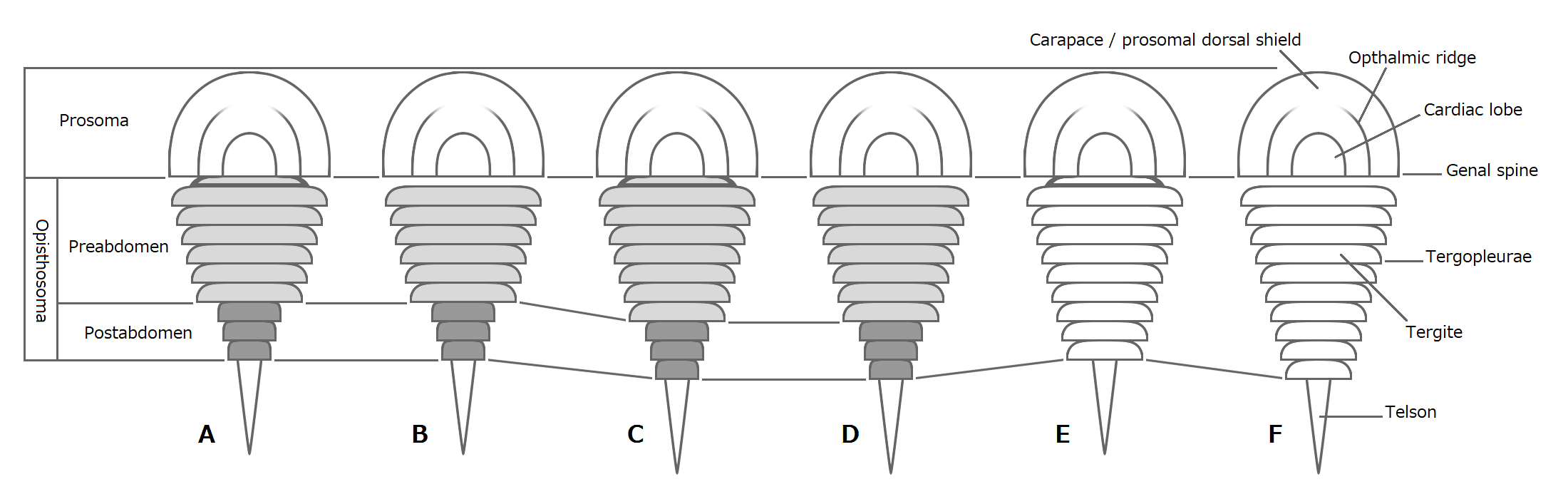
ハラフシカブトガニ類の後体の体節構成のバリエーション（A-F）。前腹部と後腹部の背板はそれぞれ薄灰色と暗灰色で示される。

後体（opisthosoma）は第7体節以降の体節からなり、背面は外見上9-11節が見られ、背板（tergites）によって表れる。Pseudoniscus と Pasternakevia 除き、この後体は更に前6-8枚の背板をもつ幅広いの前腹部（preabdomen）と、幅狭い円筒状の最終3節を含んだ後腹部（postabdomen, pretelson）として明瞭に区別できる。後体の体節をほぼ全て融合した他のカブトガニ類とは異なり、本群のこれらの体節はほぼ全てが可動で融合せず、あってもごく一部の種類の局部のみである（Cyamocephalus など）。各背板の正中線を走る突起（axial node）の行列は種によってあったり欠けたりする。背甲の左右の出っ張り、いわゆる肋部（tergopleurae）は種によって前後がある程度重なった場合がある。後腹部の場合、この肋部は往々にして退化的で、完全に欠けて中央の軸部（axial region）のみを残す例もある（ヴェヌストゥルスなど）。
一部の種類は後体と前体の境目に「microtergite」という短縮した背板が見られ、これは退化的な後体第1節（第7体節）由来とされる。この microtergite が見当たらない種類の場合、それがあらゆる原因（背甲に覆われる・前体へと融合・退化消失など）で観察できなくなり、外見上発達した「1枚目の背板」は実際には後体第2節（第8体節）由来だと考えられる。従って、ハラフシカブトガニ類の後体の体節数のバリエーションは外見上では9節から11節に及ぶが、実際には10-11節（microtergite の有無に関わらず存在する退化的な第1節+発達した9/10節）とされる。
後体最終体節の後端は細長い尾節（telson）がある。多くのカブトガニ類のように剣状で三角形な断面をもつが、他のカブトガニ類に比べると体長に対してやや短い。

### 付属肢

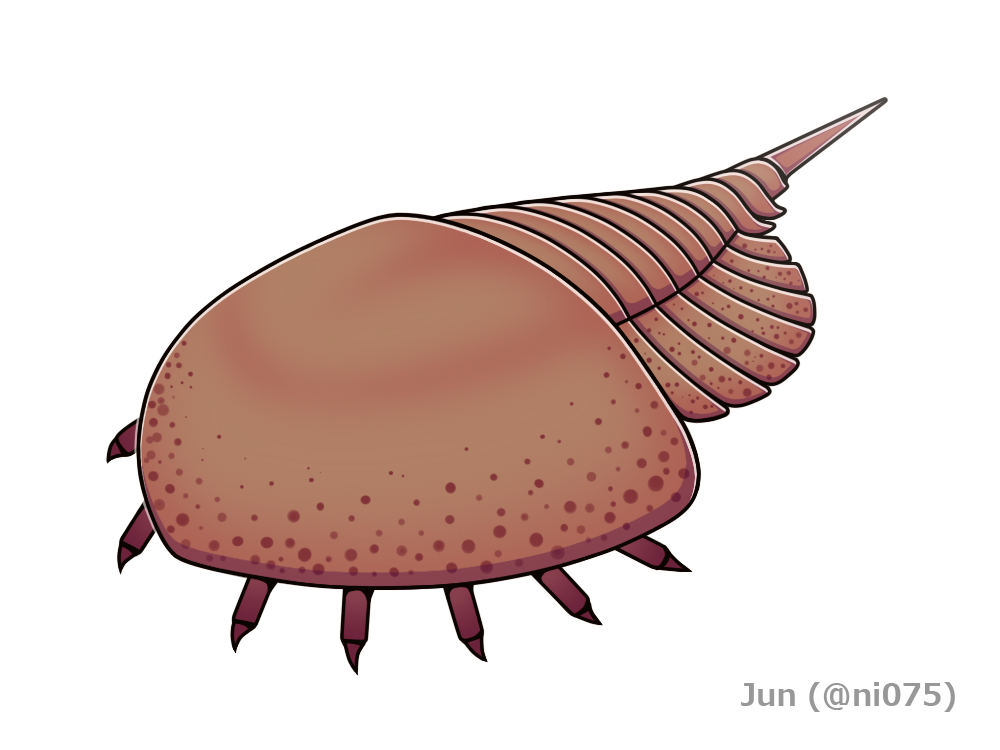
鉤爪状の脚先をもつ

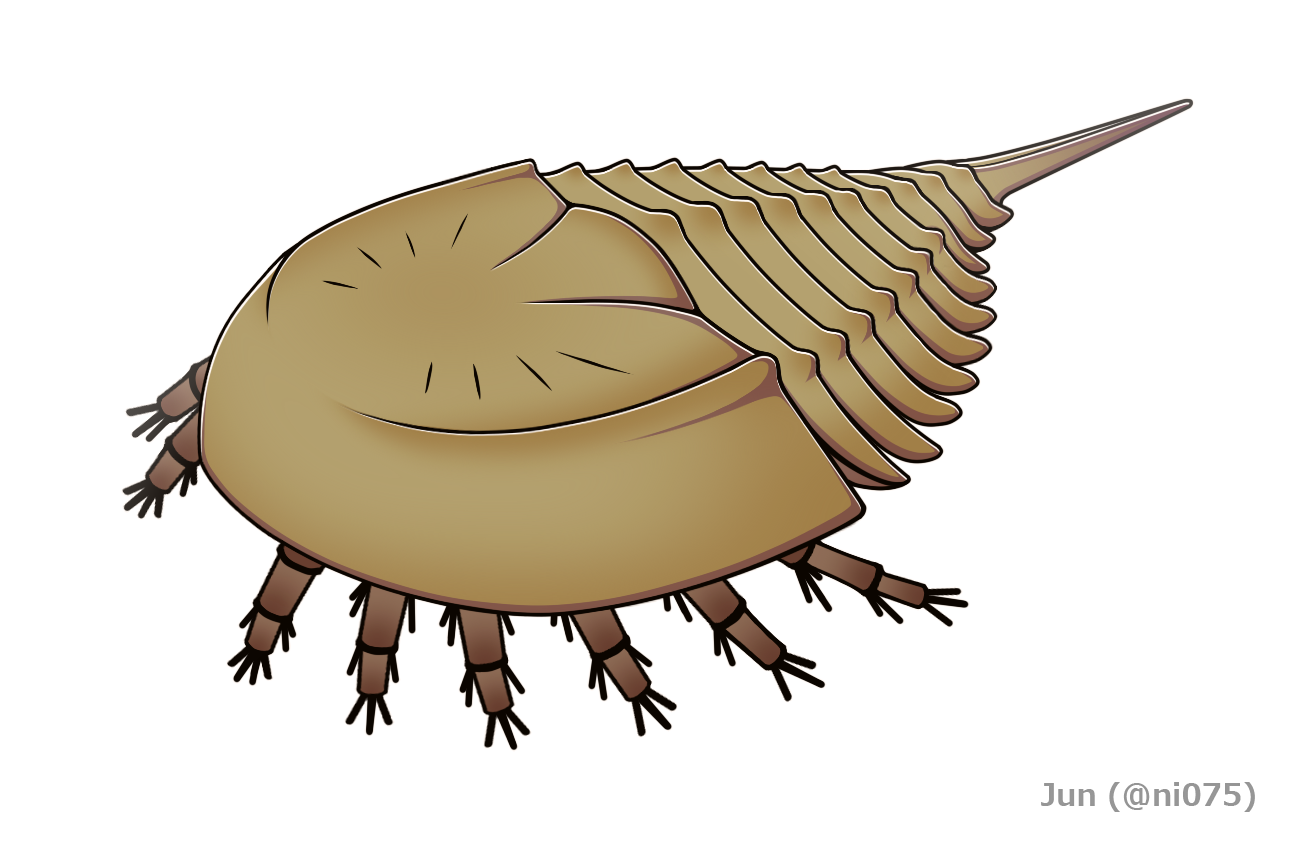
6対の脚をもつとされるウェインベルギナ

ハラフシカブトガニ類の付属肢（関節肢）は知られるほとんどの化石標本に見当たらず、それに関する情報は非常に限られている。少なくとも他の節口類のように、基本として前体には1対の鋏角と5対の脚、後体にはおそらく6対の蓋板（operculum）という、書鰓のある平板状の付属肢をもつと推測される。
ヴェヌストゥルスと Camanchia の化石標本からは保存状態の良くない前体付属肢が知られ、背甲に覆われる1対の鋏角と5対の脚をもつことが分かるものの、それ以上の細部構造はほぼ不明で、Camanchia の最初の脚に鉤爪状の先端をもつことしか分からない程度である。ウェインベルギナの場合は例外的に付属肢の大部分を保存した化石標本がいくつか発見されるが、その構成については議論の余地があり、特に脚に関したは、20世紀後期から2000年代にかけて複数の研究結果に支持される「6対をもつ」と、2015年に提唱される「（オファコルスとダイバステリウムのような）発達した外肢をもつ」という2つの解釈が挙げられる。6対の脚をもつ解釈の場合、6対目の脚は後体第1節（第7体節）に由来で、他のカブトガニ類の唇様肢（chilaria）に相同と考えられる（詳細はウェインベルギナ#脚の数と構造を参照）。

## 生態
ハラフシカブトガニ類は全般的に底生性の海棲動物であったと考えられる。少なくともウェインベルギナは現生カブトガニ類のように、ある程度の遊泳能力をもっていたと推測される。背甲の外縁が分厚く隆起しない種類は、現生カブトガニ類に見られる堆積物に潜む習性には不向きで、主に堆積物の表面で活動していた考えられる。Legrandella と Willwerathia は、後体体節の可動域を利して体を丸めることができたと推測される。

## 分類と進化
ハラフシカブトガニ類は他のカブトガニ類・ウミサソリ類・カスマタスピス類・クモガタ類（クモ・サソリ・ダニなど）と同じく真鋏角類（ウミグモ類以外の現生鋏角類を含む単系統群）の節足動物であるが、他の真鋏角類、特に節口類（クモガタ類以外の真鋏角類）との類縁関係は2010年代前半を介にして大きく書き替えられ、それ以前ではカブトガニ類のみに類縁とされ、それ以降では真鋏角類内の様々な系統位置に座る側系統群と見なされるようになった。

### 基盤的なカブトガニ類
ハラフシカブトガニ類 Synziphosurina は Zittel (1885) によって創設されるごろを初めとして、2010年代まで長らく他のカブトガニ類（カブトガニ亜目 Xiphosurida）のみに類縁と考えられた。例外として Packard (1886) はハラフシカブトガニ類をウミサソリ類に近縁と見なしていたが、この見解は20世紀以降の文献にほぼ認められていない。
ハラフシカブトガニ類を定義する形質は多くがカブトガニ類の祖先形質（例えば分節した後体）とされるため、その単系統性は不確実で、2000年代前後に至っては正式の分類群（ハラフシカブトガニ亜目）よりも、単なる便宜的な総称扱いされるのが一般的になっている。それでもハラフシカブトガニ類は、19世紀後期の創設から2010年代にかけて、他のカブトガニ類のみに類縁で、単系統群のカブトガニ類を構成する説がほぼ疑問視されていなかった。その中でハラフシカブトガニ類は他のカブトガニ類と姉妹群になり、もしくはそれに至る側系統群と見なされた。
Dunlop & Selden (1997) は、ハラフシカブトガニ類と他のカブトガニ類をまとめる以下4つの「カブトガニ類の共有派生形質」を列挙していた。
1. 背甲の左右に側部隆起線がある。
2. 背甲の後縁中央に心葉がある。
3. 後体の背板は軸部と肋部に分かれている。
4. 後体第1節（=第7体節）は退化的である。

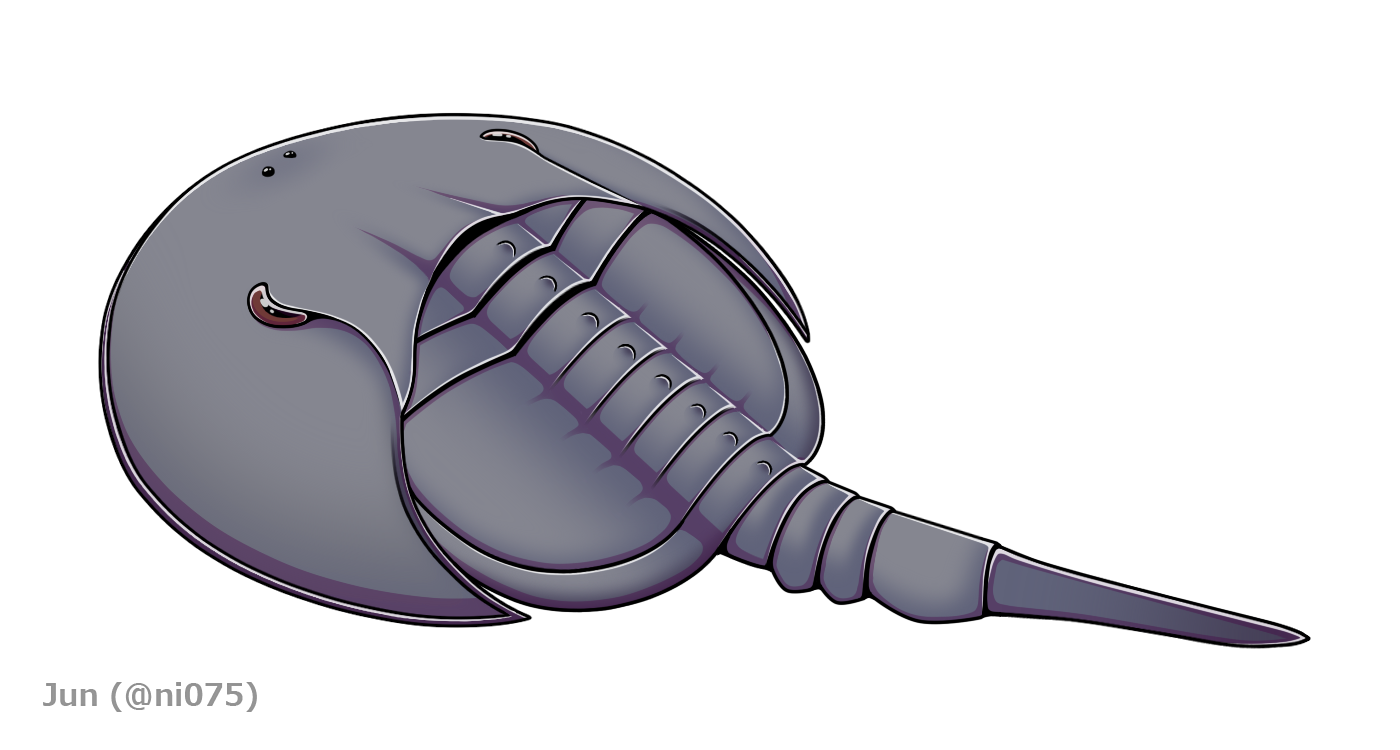
オルドビス紀のカブトガニ類ルナタスピス。カブトガニ亜目の種類を思わせる三日月型の背甲とほぼ全てが融合した背板をもつ。

また、そのごろハラフシカブトガニ類はシルル紀中期（約4億3,000万年前）からデボン紀（約4億年前）の種類のみによって知られ、カブトガニ亜目も知られる最古の種類は石炭紀前期（約3億5,000万年前）のものであったため、Dunlop & Selden (1997) は、カブトガニ亜目に至る系統はデボン紀 - 石炭紀ごろでハラフシカブトガニ類から分岐していると考えていた。しかしこの見解は2008年を初めとして、カブトガニ亜目によく似通う姿をしたオルドビス紀後期（約4億4,500万年前）のカブトガニ類ルナタスピスとオルドビス紀前期（約4億8,000万年前）の未記載ハラフシカブトガニ類の発見によって覆されていた。もし本群はカブトガニ亜目のみに至る系統だとしても、シルル紀とデボン紀のハラフシカブトガニ類はカブトガニ亜目の祖先を含まず、単にオルドビス紀ですでに分岐した基盤的なカブトガニ類の生き残りだと示される。

### 2010年代の再編成
Dunlop & Selden (1997) が列挙した上述の形質の有効性は Lamsdell (2011) を初めとして疑問視され、ハラフシカブトガニ類は必ずしも他のカブトガニ類に類縁とは限らない可能性が浮かび上がる。Lamsdell (2013) によって行われる再検討では、上述の形質とその他の共通点は全てが次の通りカブトガニ類以外の分類群（主にウミサソリ類とカスマタスピス類、および基盤的な真鋏角類オファコルス）にも見られ、カブトガニ類の共有派生形質にはなれず、むしろ真鋏角類か節足動物全般の祖先形質である可能性が高いことを指摘していた。
1. 背甲の側部隆起線はウミサソリ類とカスマタスピス類の palpebral lobes（複眼の内側を走る隆起線）と同じ位置にあり、相同性が示唆される[10]。
2. 背甲の心葉はウミサソリ類とカスマタスピス類を通じて広く見られる[10]。
3. 軸部と肋部に区別された背板は節足動物として一般的であり、オファコルス、カスマタスピスなどの化石鋏角類や、鋏角類ですらない三葉虫などにも見られる[10]。
4. 退化的な後体第1節はウミサソリ類とカスマタスピス類全般に見られ、前者は背板が見当たらないほど退化し、後者は「microtergite」として表れる[10][18]。
5. 9-11節の後体はハラフシカブトガニ類とカブトガニ類に共通しているが、基盤的な真鋏角類オファコルスとダイバステリウムもこのような後体をもつ[28][10][18]。

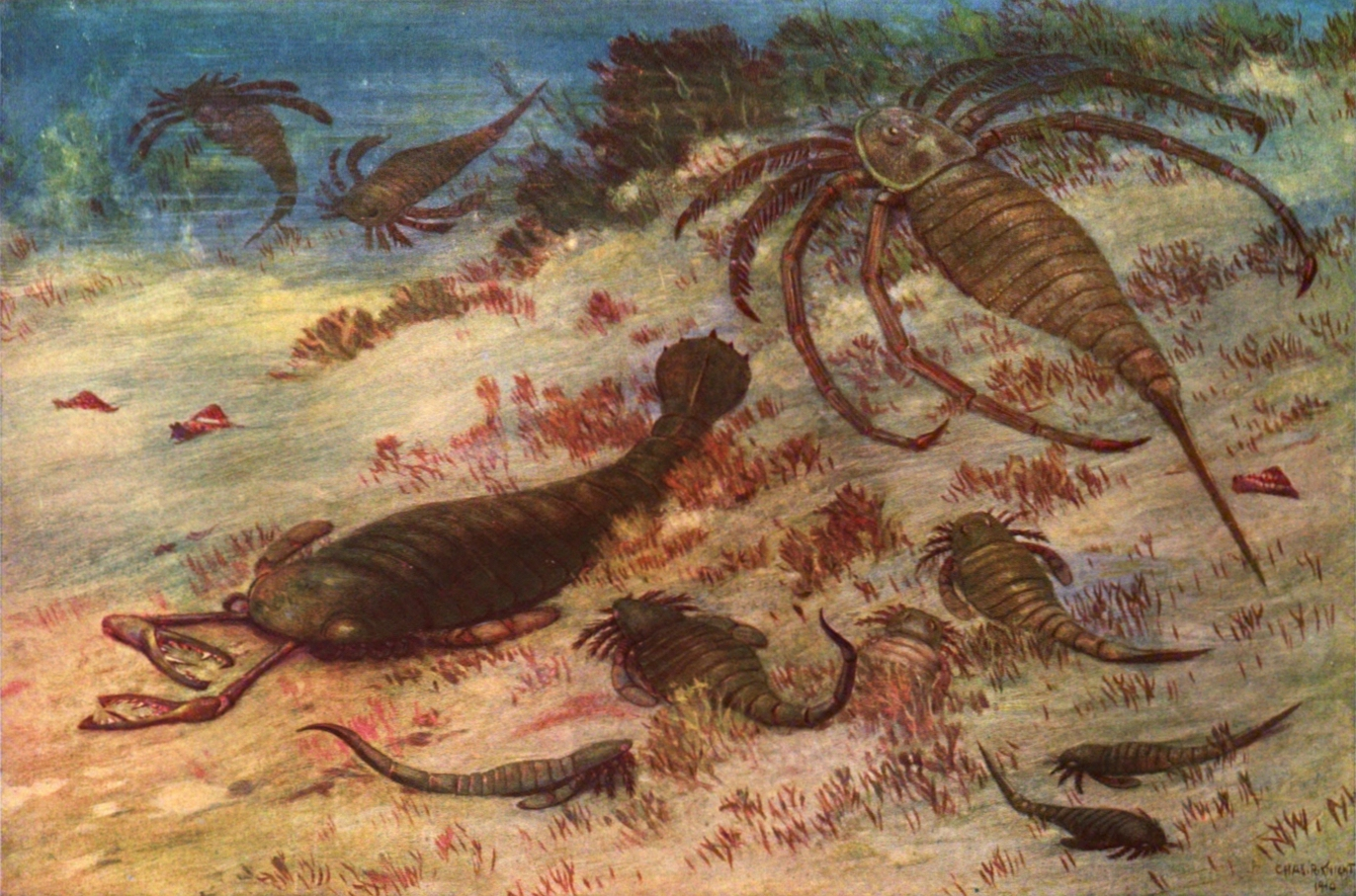
ウミサソリ類
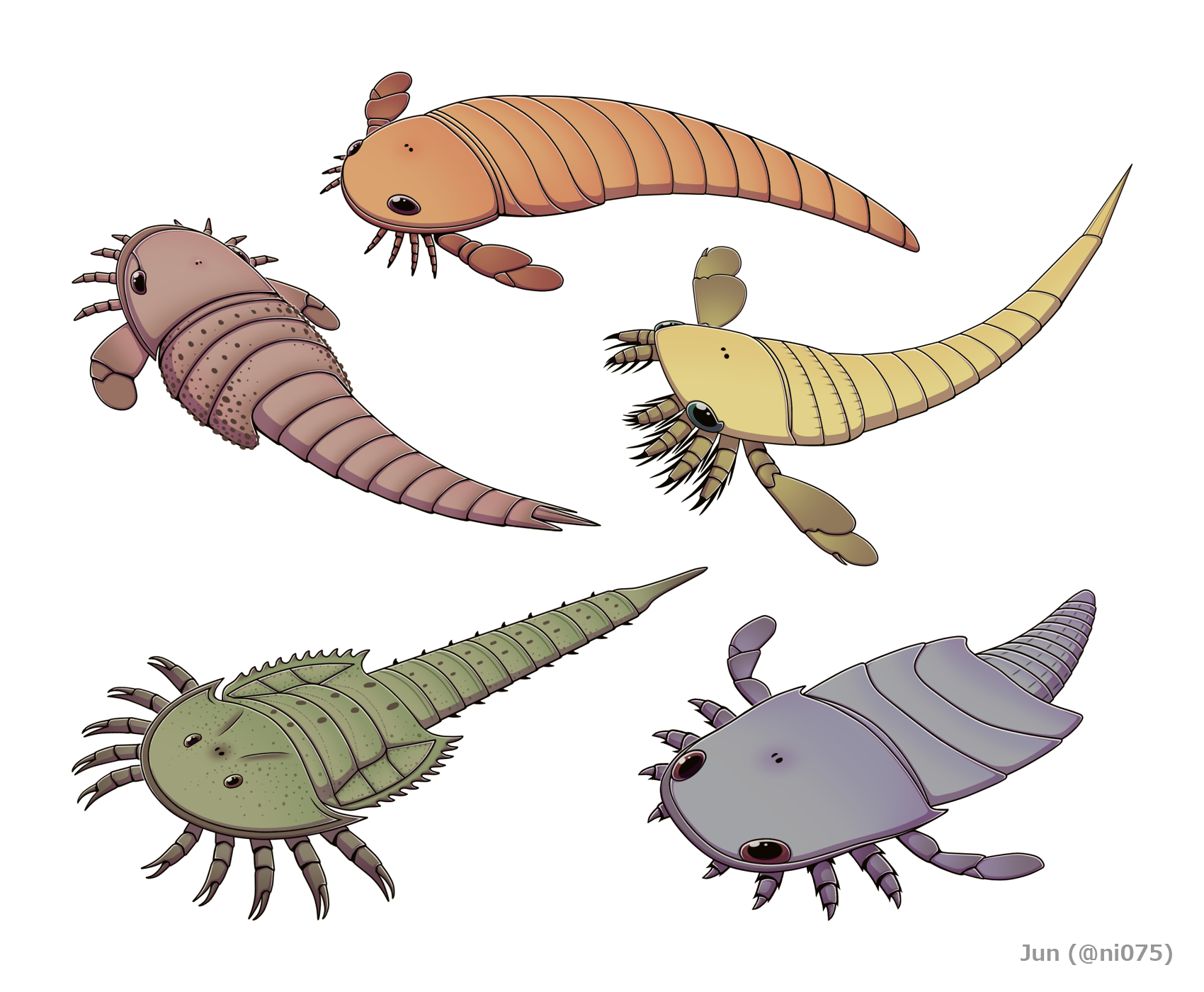
カスマタスピス類（左下：カスマタスピス）

さらに、ハラフシカブトガニ類の系統位置は今までの見解よりも雑多で、種によっては基盤的な真鋏角類もしくは Dekatriata（カスマタスピス類・ウミサソリ類・クモガタ類を含んだ系統群）に近縁という、真鋏角類の系統内で様々な位置から分岐することを示唆する次の形質も取り上げられる。
1. ウェインベルギナ：本属の脚に関しては「6対目の脚をもつ」と「発達した外肢をもつ」という2説はあるが、いずれも真鋏角類の祖先形質とされ、どれが正解だとしても本属は基盤的な真鋏角類であることを示唆する[10][11]（基盤的な真鋏角類オファコルスとダイバステリウムの脚は発達した外肢をもち[27][10]、真鋏角類の姉妹群ウミグモ類は第7体節由来の脚をもつ[18]）。
2. ウェインベルギナ・ヴェヌストゥルス・Camanchia など：これらの属の背甲の外縁は基盤的な真鋏角類や他の多くの節足動物のように隆起はせず、肋部は前後である程度積み重なるのに対して、残りのハラフシカブトガニ類は他のカブトガニ類やウミサソリ類のように背甲の外縁に隆起が走り、肋部は前後で重ねていない[10]。
3. リムロイデス・Bunodes・Cyamocephalus・Pseudoniscus：これらの属は Dekatriata 類のように、後体は第3-4節で最も幅広く、リムロイデスを除いて背板は往々にして軸部を走るこぶの行列はなく、肋部も退化的である[10]。

再検討がなされたこれらの形質を基にハラフシカブトガニ類と他の真鋏角類の系統関係を解析したところ、ウェインベルギナ・ヴェヌストゥルス・Camanchia などは他のカブトガニ類とDekatriata よりも早期に分岐し、リムロイデス・Bunodes・Cyamocephalus・Pseudoniscus などは Dekatriata と単系統群（Planaterga）になるという、ハラフシカブトガニ類を大きく分ける解析結果を与えられた。これによると、ハラフシカブトガニ類をも含んだ従来のカブトガニ類、いわゆる「広義のカブトガニ類（Xiphosura sensu lato）」はオファコルスなど以外の真鋏角類（Prosomapoda）から Dekatriata を除いた側系統群になるため、本群を除いた単系統群のカブトガニ類、いわゆる「狭義のカブトガニ類（Xiphosura sensu stricto）」は、 Lamsdell (2013) によって次の形質で再定義された。
1. 第7体節は退化的でその付属肢は唇様肢である。
2. 後体は前端で最も幅広い。
3. 心葉は背甲の後半を超えるほど前へ伸びる。
4. 側部隆起線は前方で会合してM字状となる。

それ以降本群に注目した2010年代の多くの文献もこの見解を踏襲し、系統解析にほぼ一致な結果を出した。2015年に記載され、カブトガニ類と Dekatriata らしき特徴を兼ね備えた化石真鋏角類 Winneshiekia と Houia も、広義のカブトガニ類とハラフシカブトガニ類のこのような非単系統性をさらに支持する証拠と見なされる。

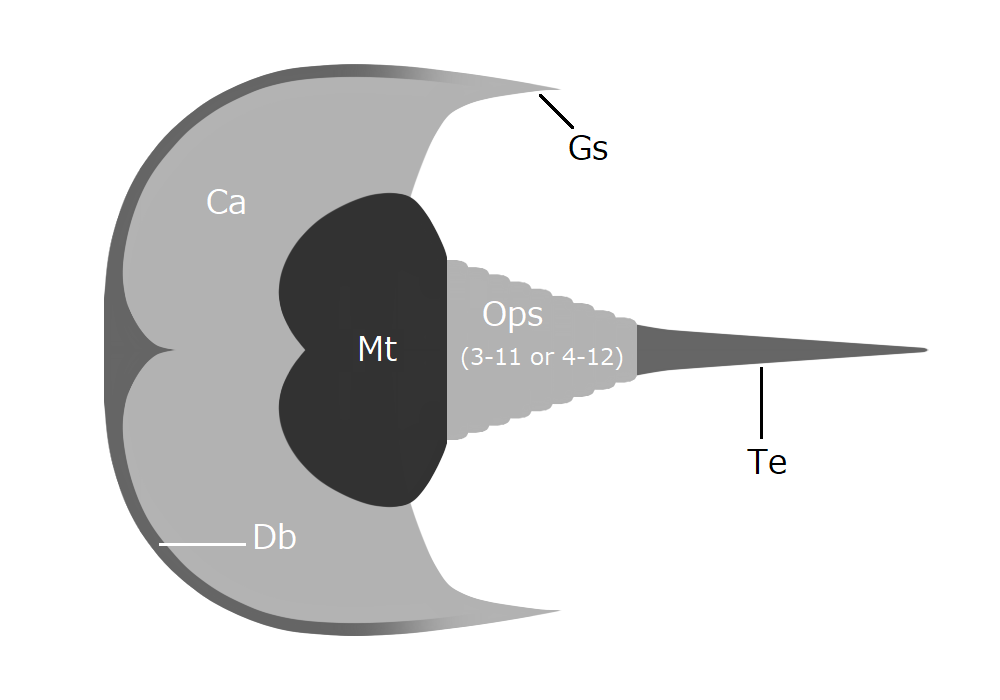
Houia yueya の腹面構造。カブトガニ類のような背甲（Ca）をもつ同時にウミサソリ類などを思わせる下層板（Mt）と肋部のない後体（Ops）がある。

### 下位分類
2020年現在、13属20種以上の化石鋏角類がハラフシカブトガニ類に含まれる。
分類学的位置が議論的で再検証が必要とされる Borchgrevinkium、ハラフシカブトガニ類より基盤的な真鋏角類オファコルスとダイバステリウム、および Dekatriata に含まれるとされる Houia と Winneshiekia は、便宜的に本群に含まれる場合もある。
Kasibelinurus は90年代から2015年にかけて一般にハラフシカブトガニ類扱いされたが、2010年代以降においても狭義のカブトガニ類に含まれることが広く認められ、本群から区別されつつある。
ハラフシカブトガニ類として再記載される Willwerathia は Lamsdell (2013) の系統解析で狭義のカブトガニ類に含まれるとされ、2020年のいくつかの総説文献もそれのみに基づいて本属をハラフシカブトガニ類から区別させたが、2015年以降の系統解析ではむしろ Pseudoniscidae 科や Bunodidae 科のハラフシカブトガニ類と共に Dekatriata に近縁とされ、本群の1つとしてまとめられる。ただし、Lamsdell (2020)においては、カンブリア紀のArtiopoda類である Falcatamacarisとの形態的類似性が指摘され、関係性が示唆される Maldybulakiaとともに節足動物内における系統位置は不明瞭であるとする研究もある。
知られる中で本群最古の化石記録を含んだオルドビス紀の全てのハラフシカブトガニ類は、2020年現在では未だに正式の記載をなされていない。
- Prosomapoda（Dekatriata と狭義のカブトガニ類 Xiphosura sensu stricto を除く）
  - （属）Anderella
    - Anderella parva（石炭紀）[21]

  - （属）Camanchia
    - Camanchia grovensis（シルル紀）[25]

  - （属）Legrandella
    - Legrandella lombardii（デボン紀）[13]

  - ヴェヌストゥルス[35]属 Venustulus
    - Venustulus waukeshaensis（シルル紀）[24]

  - （属）Willwerathia
    - Willwerathia laticeps（デボン紀）[8]

  - ウェインベルギナ科 Weinberginidae
    - ウェインベルギナ属 Weinbergina
      - Weinbergina opitzi（デボン紀）[20][26]

  - Planaterga（Dekatriata を除く）
    - （属）Bembicosoma
      - Bembicosoma pomphicus（シルル紀）[36]

    - （属）Bunaia
      - ‘Bunaia’ heintzi（シルル紀）
      - Bunaia woodwardi（シルル紀）[37]

    - （科）Pseudoniscidae
      - （属）Cyamocephalus
        - Cyamocephalus loganensis（シルル紀）[22][23]

      - （属）Pseudoniscus
        - Pseudoniscus aculeatus（シルル紀）
        - Pseudoniscus clarkei（シルル紀）
        - Pseudoniscus falcatus（シルル紀）
        - Pseudoniscus roosevelti（シルル紀）

    - （科）Bunodidae
      - （属）Bunodes (=Exapinurus)[17]
        - Bunodes lunula（シルル紀）

      - リムロイデス属 Limuloides (=Hemiaspis)[17]
        - Limuloides horridus（シルル紀）
        - Limuloides limuloides（シルル紀）
        - Limuloides salweyi（シルル紀）
        - Limuloides speratus（シルル紀）

      - （属）Pasternakevia
        - Pasternakevia podolica（シルル紀）[9]